# Arnebia purpurea
Arnebia purpurea là loài thực vật có hoa trong họ Mồ hôi. Loài này được Erik & Smbl mô tả khoa học đầu tiên năm 1986.